# HypoVereinsbank
HypoVereinsbank (prescurtat HVB) este o bancă din Germania, a doua ca mărime din această țară.
În anul 2000, HypoVereinsbank a preluat Bank Austria, valoarea tranzacției fiind estimată la 7,8 miliarde de euro.
În iunie 2005, banca italiană Unicredit a preluat HypoVereinsbank, pentru o sumă estimată la 15,4 miliarde euro.
Prin preluarea de către UniCredit, HVB a devenit divizia responsabilă pentru sucursalele din Europa Centrală și de Est.